# Notoplax squamopleura
Notoplax squamopleura är en blötdjursart som beskrevs av J. Richard M. Bergenhayn 1933. Notoplax squamopleura ingår i släktet Notoplax och familjen Acanthochitonidae. Inga underarter finns listade i Catalogue of Life.